# Rivière Goulet (rivière Bécancour)
Pour les articles homonymes, voir Goulet.
La rivière Goulet est un affluent de la rivière Bécancour. Ce cours d'eau coule dans les municipalités de Saint-Rosaire et de Saint-Louis-de-Blandford, dans la municipalité régionale de comté (MRC) de Arthabaska, dans la région administrative du Centre-du-Québec, au Québec, au Canada.

## Géographie
Les principaux bassins versants voisins de la rivière Goulet sont :
- côté nord : rivière Bécancour, ruisseau Lacasse ;
- côté est : ruisseau Desharnais ;
- côté sud : rivière Blanche (Bécancour) ;
- côté ouest : rivière Bécancour.

La rivière Goulet prend sa source dans le 2e rang de Saint-Louis-de-Blandford.
La rivière Goulet coule sur 10,1 km selon les segments suivantsː
- 4,0 km vers l'ouest et le nord, dans Saint-Rosaire, jusqu'à la limite de Saint-Louis-de-Blandford ;
- 2,0 km vers l'ouest, jusqu'à la route 165 ;
- 3,5 km vers l'ouest jusqu'à l'autoroute 20 ;
- 0,6 km vers l'ouest jusqu'à son embouchure.

La rivière Goulet se déverse sur la rive sud-est de la rivière Bécancour à l'est du village de Daveluyville.

## Toponymie
Le toponyme "rivière Goulet" a été officialisé le 5 décembre 1968 à la Commission de toponymie du Québec.